# Convento di Sant'Angelo (Cuasso al Monte)
Il convento di Sant'Angelo era un convento di una comunità di Carmelitani Scalzi nel comune di Cuasso al Monte, nella nota zona del Deserto di Cuasso. Dopo la sua soppressione il suo fabbricato andò a formare il primo padiglione dell'Ospedale di Cuasso.

## Storia

### Fondazione e vita
Il 16 febbraio 1619 si riuniscono, di fronte alla chiesa parrocchiale di Cuasso al Monte, 84 capifamiglia delle diverse località del paese (29 per Cuasso al Monte, 30 per Cuasso al Piano, 14 per Cavagnano e 11 per Borgnana) insieme al notaio Giovanni Antonio Buzzi, per avviare le pratiche per donare ai conti Giampietro e Francesco Cicogna di Bisuschio i terreni per costruire un convento che sarebbe andato ad ospitare una comunità di frati Carmelitani Scalzi provenienti dalla comunità di San Carlo di Milano. Il territorio corrispondeva allora a circa 2000 pertiche, ed il terreno era alienabile, perciò la vendita era lecita solo se autorizzata dal Senato milanese. Vennero donati terreni in quello che è conosciuto come il Deserto di Cuasso, un'area caratterizzata da boschi di faggi, ed una conseguente qualità salubre dell'aria, dalla quiete, dal suo clima ottimale e dalla lontananza da altri centri abitati.
Pochi giorni dopo, il 15 febbraio 1619 questi inviano una lettera al cardinale arcivescovo di Milano Federico Borromeo, chiedendo l’autorizzazione a fondare il convento all’interno della comunità cuassese. Questo risponderà in due occasioni (13 e 21 novembre) con un secco rifiuto, minacciando di interdizione gli abitanti; invierà inoltre un fante al di fuori della chiesa parrocchiale dopo le funzioni per dissuaderli.
Il 9 agosto 1632 viene garantita la licenza ducale per la cessione dei terreni, ed il 21 agosto vengono redatti i documenti per le donazioni, che avverranno tra il 30 agosto 1632 ed il 17 novembre 1633. Il 1632 viene considerato come l'anno di fondazione della comunità.
Il 20 ottobre 1635 il procuratore provinciale dei Carmelitani Scalzi Ambrogio di San Carlo affida il contratto d’appalto alla ditta di Sebastiano Parini e Francesco Pedrotti di Brusimpiano. Quest’ultimo viene rimosso dall’incarico il 22 aprile 1641 per inadempienze e viene sostituito da Giorgio Sabajno.
Il 2 febbraio 1655 avviene l’inaugurazione del convento da parte di padre Lorenzo di Sant’Abbondio che ne benedice gli ambienti, pone il Santissimo Sacramento ed instaura la clausura. I frati vi abitavano però già da tempo, perché a partire dal 1635 vi erano almeno 3 padri sempre risiedenti. Questo è accertato anche da un documento del 1653 che annota i morti al convento, che fino a quel momento erano stati 3, tra i quali padre Giovanni Damasceno. Questo, fondatore del Santuario di Concesa, nacque a Ferrara nel 1585. Durante la sua visita, morì improvvisamente all'interno del convento la notte del 4 ottobre del 1647. Le sue spoglie rimasero incorrotte per un periodo di tempo, e la salma fu trasportata nell'abitato di Cuasso al Monte, dove venne tumulata in una cappella appositamente costruita per il Beato (così veniva definito), situata di fronte alla chiesa parrocchiale di Sant'Ambrogio.

### Soppressione
Dopo 163 anni di attività, fu soppresso nel 1798 durante il periodo di soppressione di monasteri da parte del governo di Maria Teresa. Fin dal 1762 stavano venendo chiusi conventi in tutto il Nord Italia, e quello di Cuasso al Monte non venne risparmiato. Il 29 giugno 1798 fu spedita dal Direttorio della Repubblica Cisalpina un'ordinanza di soppressione per i conventi di Biumo e Cuasso, e fu previsto il trasferimento dei frati presso la Certosa di Pavia (nonostante il convento di quest'ultima fosse stato chiuso 16 anni prima), cosa che avvenne a partire dal 5 luglio (giorno nel quale il Priore compila un elenco contenente una descrizione della struttura e dei possedimenti) terminando a metà settembre. Per evitarne la chiusura nel 1782 si tentò di eleggere il convento a sede del noviziato provinciale, ma ciò non funzionò.
I rimanenti 6 frati furono costretti a recarsi presso Pavia, portando con loro solo pochi averi. Questi erano:
- Padre Barnaba Codeleoncini
- Padre Protasio Brasca
- Padre Giuseppe Ignazio Bernareggi
- Padre Giusto Buzzi
- Padre Arsenio Misesi
- Padre Federico Besozzi

Le spoglie dei frati che erano sepolte nel convento furono riesumate e trasportate a Biumo l'8 gennaio 1799, tranne quelle di padre Giovanni Damasceno, che fu sepolto nel centro storico di Cuasso al Monte.
L'edificio diventò perciò proprietà del governo.

### La famiglia Dandolo
Dopo l'appropriazione del convento da parte del governo, la struttura venne messa all'asta: venne acquistata il 5 dicembre 1812 dal conte Vincenzo Dandolo con la petizione numero 55, e trasformò l'area (con un terreno di 1690 pertiche) nella sua residenza privata. Diventò ritrovo di importanti figure d'Italia, come Tommaso Grossi, Giuseppe Mazzini e Giuseppe Garibaldi. Alla sua morte passò prima al conte Tullio Dandolo (petizione numero 207 del 20 aprile 1820), poi allo zio Luigi Grossi (petizione numero 332 del 21 gennaio 1822), poi di nuovo a Tullio Dandolo (petizione numero 433 del 27 marzo 1824), poi a Enrico Dandolo (petizione numero 420 del 3 maggio 1871) ed infine a Ermellina Maselli (petizione numero 102 del 23 settembre 1904), madre di Tullio Dandolo. In seguito lei vendette la struttura.

### L'Opera Orfani padre Gerardo Beccaro
Il 10 marzo 1906 fu acquisito nuovamente dai Carmelitani Scalzi da parte di padre Gerardo Beccaro, con lo scopo di realizzarci una colonia agricola per bambini orfani, in linea con la sua Opera Orfani. Dopo una veloce ristrutturazione, l'8 luglio 906 venne inaugurata la "Colonia agricola Dandolo pei derelitti dell'ospizio nazionale di Milano". Questa colonia agiva senza seguire un modello preciso, propose un'educazione basata sull'insegnamento di professioni artigianali e di agricoltura. Nei laboratori i bambini, sotto la guida dei maestri, venivano istruiti, secondo la loro propria inclinazione. Alla morte di padre Beccaro nel 1912 l'istituto viene temporaneamente retto da padre Ottaviano Soave, al quale succede don Augusto Armani. Ospitò fino a 100 fanciulli, molti dei quali rimasti orfani durante la Grande Guerra.

### Occupazione militare
Vista la sua posizione vantaggiosa (molto vicina alla Svizzera), la struttura venne occupata dall'autorità militare nei primi mesi del 1917 durante la Grande Guerra. Diventò un luogo sicuro e venne circondata di trincee. Come tale ospitò personaggi come Luigi Zuppelli, Emanuele Filiberto di Savoia-Aosta (al quale verrà poi intitolato il sanatorio), Carlo Porro, Giacomo Cattaneo, Guglielmo Pecori Giraldi, Carlo Caneva, Vittorio Alfieri, Luigi Majnoni d'Intignano.

### L'Istituto Climatico Sanatoriale Emanuele Filiberto di Savoia, Duca d'Aosta
Nell'aprile 1917 la Croce Rossa Italiana acquistò, con il denaro raccolto a seguito di una sottoscrizione pubblica (lotteria), l'area, con l'intenzione di realizzarci un sanatorio per far fronte alla diffusione della tubercolosi. Nel 1918 iniziò una completa ristrutturazione dell'ex-convento, che diventerà il primo dei tre padiglioni che al giorno d'oggi formano l'ospedale di Cuasso al Monte. Inaugurato il 1° settembre 1918, i primi malati furono ricevuti il 10 settembre. Il secondo padiglione fu costruito nel 1920, ed il terzo nel 1964. Il sedime ospedaliero ospita anche una chiesa, dedicata all’Immacolata, costruita nel 1962 su ordine della Croce Rossa su disegno di Eugenio Rezia.

## Costruzione
Il convento è dedicato a Sant'Angelo, nonostante in alcuni documenti sia intitolato a Santa Teresa d'Avila. A lei era dedicata una delle chiese che sono esistite nella struttura o nelle sue pertinenze.

### Territorio
L'acquisizione del terreno intero per la costruzione del convento avvenne in numerose tappe, e costò ai padri un totale di 1150 lire imperiali:
- una prima porzione venne acquistata in data 21 agosto 1632 da parte di Antonio Andreoletti dal conte Pietro Cicogna di Bisuschio per 600 lire imperiali. Il primo rivendette il terreno ai padri Carmelitani il 30 agosto dello stesso anno per 700 lire imperiali (in seguito a stime catastali)
- una seconda porzione venne acquisita in data 9 settembre 1632 da un abitante di Cavagnano, Lorenzo de Vanono, e fu registrata da un notaio presso Villa Cicogna di Bisuschio alla presenza del conte Pietro Cicogna ed il conte Sforza. Fu poi rivenduta ai padri per 166.13.6 lire imperiali
- altre porzioni da Andrea e Giacomo Vanono per 283.6.6 lire imperiali
- altri appezzamenti da altri abitanti

In unità di misura odierne, il parco dell'ospedale copre una superficie di un totale di 138 ettari.

### Struttura

#### Il progetto del Guidabombarda
Secondo il progetto dell'architetto milanese Giovanni Battista Guidabombarda (1590-1649) il convento doveva avere una pianta rettangolare di 137 braccia per 157 (81,50 per 93,40 metri), ed essere costruito lontano dal paese, proprio come le certose. Le misure sono prese in braccia, tranne quelle delle chiese, che, secondo Costituzioni Carmelitane, sono misurate in palmi. Seguiva la Regola di sant’Alberto, secondo la quale la chiesa doveva essere costruita al centro della struttura conventuale.
Al centro del complesso ci sarebbero dovute essere due chiese, una di forma quadrata all'esterno ma ottagonale all'interno e sovrastata da una volta, e l'altra di pianta rettangolare e suddivisa in tre ambienti. La prima, a sud, doveva essere quella maggiore ed essere aperta alla popolazione, mentre la seconda, a nord, doveva essere accessibile solamente ai frati.
Il pian terreno ospitava 19 celle dei frati, ognuna con un piccolo proprio giardinetto recintato. Le celle erano collocate ad est, nord ed ovest. A sud vi erano le oficine della casa, ovvero i locali ad uso comunitario come cucina e refettorio, e, a sinistra, un cortile recintato.
Il primo piano doveva essere costituito dal solo rialzamento del lato sud del complesso, al cui interno vi erano quattro grandi aule rettangolari e nove piccole stanze quadrate, probabilmente indirizzate ai frati conversi.
Secondo il progetto del Guidabombarda, il convento poteva ospitare un massimo di 28 persone, ovvero 19 padri effettivi e 9 frati conversi.

#### Costruzione reale
Il territorio venne disposto diversamente da ciò indicato dal Guidabombarda: i possedimenti dei frati, oltre all’eremo, diverso dal progetto originale, includevano anche 6 romitaggi sparsi per la superficie recintata e la portineria.

##### Complesso conventuale

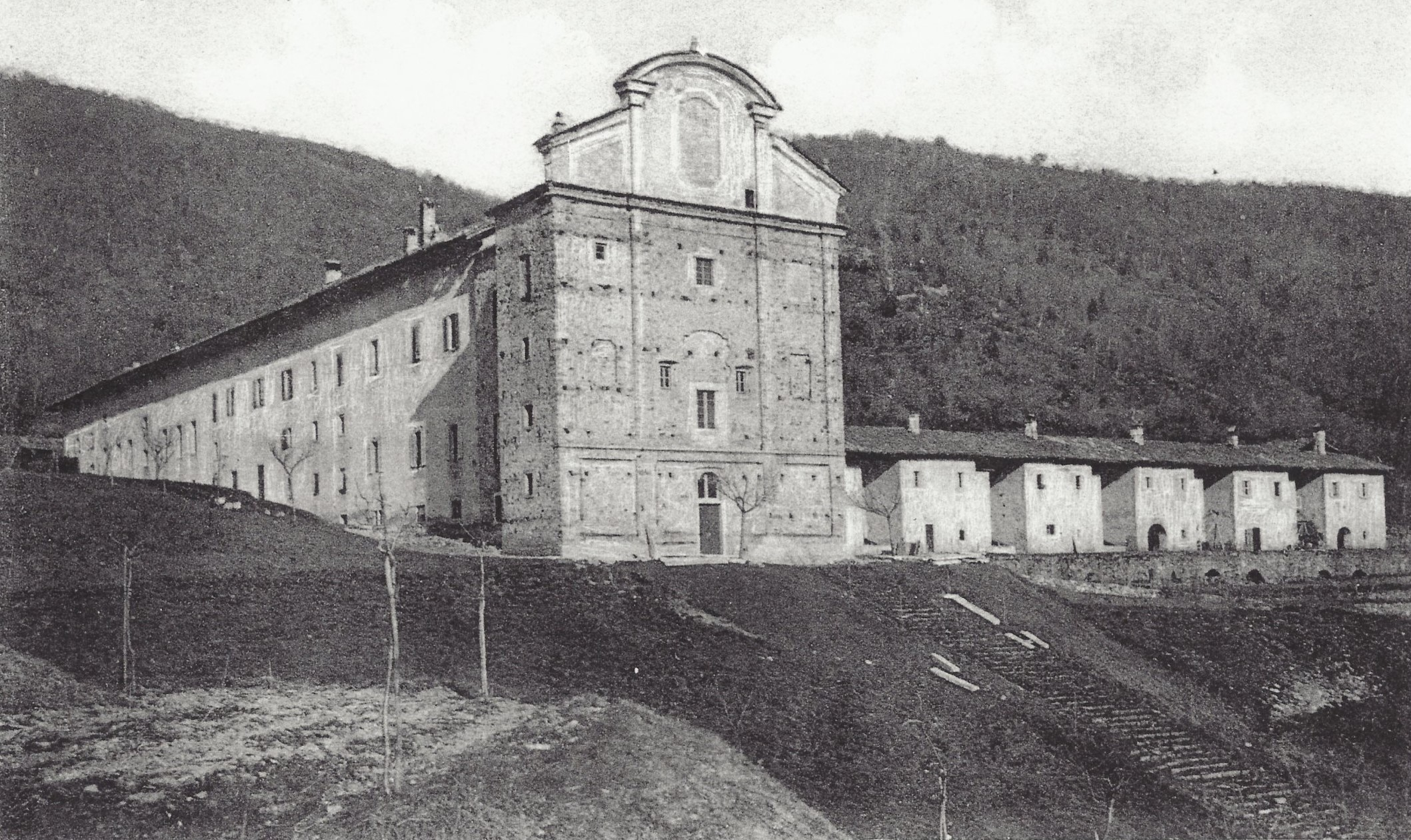
Il convento e la facciata della chiesa visti da sud

La struttura mantenne la forma rettangolare, ma le chiese non furono fin da subito realizzate al centro (all’inaugurazione nel 1655 non vi erano ancora chiese). Variò la disposizione delle celle, posizionate sui lati sud, nord e est, e delle oficine della casa, disposte sul lato ovest. Il cortile centrale diventò un giardino.
La chiesa venne realizzata al centro del lato nord su tre piani; venne dedicata a sant’Angelo come il resto del complesso. Ciò risulta in una stampa realizzata da Francesco Curti tra il 1622 ed 1666 ed il 1670. 
Tuttavia, nelle mappe del catasto teresiano del 1721-1722 quella chiesa pare essere stata demolita e sostituita da una di nuova costruzione, questa volta al centro del cortile e dedicata a santa Teresa. Questa venne a sua volta abbattuta.
In seguito alla demolizione della precedente chiesa, vennero erette due chiese sovrapposte all’estremo del lato nord-ovest. Questo risulta dalle carte del cessato catasto Lombardo-Veneto del 1863. Quella inferiore doveva essere accessibile alla popolazione, mentre quella superiore solamente ai frati di clausura. La demolizione della vecchia e la costruzione di questa sono con tutta probabilità da attribuirsi al priore padre Giuseppe Fortunato di santa Chiara (al secolo Antonio Cassinoni), che, in base ai resoconti, eresse una bella e divota chiesa, atterrandone la vecchia. Nell’archivio storico civico del comune di Varese vi è una mappa che fu di don Giuseppe Tornatore, nella quale disegna uno schizzo della facciata e ne annota le misure: 13,50 metri di larghezza, 6,54 metri di profondità e 16 metri di altezza. Questa verrà demolita tra il 1918 ed il 1920.

##### Romitaggi
Sono menzionati 6 romitaggi sparsi per l’area boschiva del Deserto:
- romitaggio della Beata Vergine del Carmelo
- romitaggio di san Giuseppe
- romitaggio di san Giovanni Battista
- romitaggio di sant’Angelo
- romitaggio di santa Maria Maddalena (eretto nel 1666)
- romitaggio di santa Teresa (la cui prima pietra fu posata il 4 novembre 1633)

Ognuno era composto da due stanze, una minuscola sacrestia ed una cappella privata, e avevano ciascuno sul tetto un campaniletto a vela con una piccola campana, definita “dell’eremita”. Qui vi si ritiravano a turno i frati, per un periodo dai 10 ai 20 giorni, in preghiera solitaria.

##### Portineria
La portineria, situata a sud dell’eremo, comprendeva dei locali di attesa ed una cappella.

#### Descrizione di Vincenzo Dandolo
In seguito all’acquisto della struttura da parte di Vincenzo Dandolo, egli ne redige una descrizione generale. Annota particolari sui muri perimetrali, sulla casa del portinaio, sul convento, sui romitaggi, sulla chiesa superiore.

##### Complesso conventuale

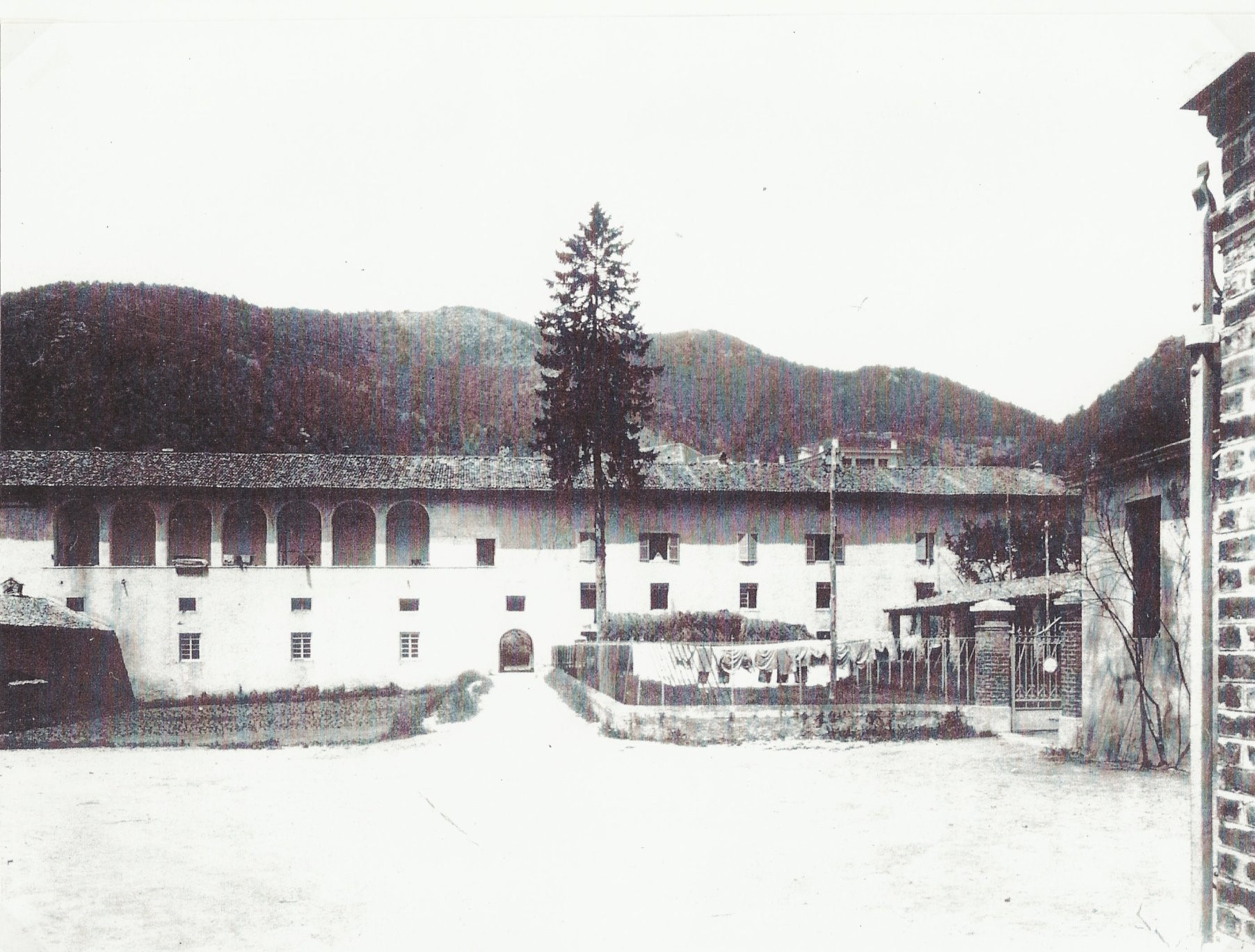
Il giardino interno

Del convento descrive i corridoi e le celle, e annota che, rispetto all'originale pianta rettangolare, manca il lato nord-est. Ogni cella era disposta su due piani con un’angusta scala a chiocciola, un giardinetto atto ad orto ed un canale con acqua fresca perenne. Su una porta di una cella del piano superiore riporta la scritta
et conferre sacris impert alloquiis»
(qui è permesso di sciogliere il diuturno silenzio a condizione però che non s’abbia a ragioanr che di sacri argomenti).

##### Chiesa superiore
Della chiesa superiore annota la notevola altezza e che conteneva numerosi affreschi. Ne descrive in particolare due, il primo raffigurante san Gerolamo nel deserto con nelle mani un sasso ed un Crocifisso, nel secondo sant’Antonio Abate in preghiera; scrive che sono dello stesso pittore.

##### Romitaggi
Annota solamente 3 dei 6 romitaggi; li descrive come dei ruderi, fortemente danneggiati.

###### Villino riposo
Descrive in modo particolare il “Villino riposo”, struttura che corrisponde al romitaggio della Beata Vergine del Carmelo, poi ampliato. Questo luogo diventerà il suo studio privato. Era composto da 4 stanze al piano terra. Delle scale portavano a quello inferiore, dove vi erano delle tombe riesumate. 

##### Portineria
Descrive brevemente la cappella e i locali di attesa che vi erano nella casa del portinaio.

##### Muri perimetrali
Annota che i muri perimetrali si estendevano per circa 6 chilometri e raggiungevano in alcuni punti l’altezza di 4 metri. L’unico accesso era attraverso la portineria.

## IlDeserto
Il Deserto di Cuasso è una località dell'omonimo comune, chiamata così per via della sua lontananza dai maggiori centri abitati, quali Cavagnano e Cuasso al Monte, e la sua isolazione nelle montagne cuassesi. Si trova a circa 733 metri s.l.m. ed è un'area boschiva con boschi di faggi, che garantiscono un ricco apporto di ossigeno nell'aria.
Il clima di questa zona è particolarmente buono a causa dell'altitudine (media montagna), della sua vicinanza ai laghi varesini, dalle montagne vicine che la riparano dai freddi venti del nord e dalla particolare situazione geografica.
Proprio per questo motivo la Croce Rossa acquistò l'area con l'intenzione di convertirla in nosocomio: la situazione climatica era particolarmente ottimale per la cura della tubercolosi.